# Municipio de Indian Creek (condado de Lawrence)
El municipio de Indian Creek (en inglés: Indian Creek Township) es un municipio ubicado en el condado de Lawrence en el estado estadounidense de Indiana. En el año 2010 tenía una población de 2775 habitantes y una densidad poblacional de 28,11 personas por km².

## Geografía
El municipio de Indian Creek se encuentra ubicado en las coordenadas 38°51′55″N 86°36′7″O / 38.86528, -86.60194. Según la Oficina del Censo de los Estados Unidos, el municipio tiene una superficie total de 98.7 km², de la cual 98.38 km² corresponden a tierra firme y (0.33%) 0.33 km² es agua.

## Demografía
Según el censo de 2010, había 2775 personas residiendo en el municipio de Indian Creek. La densidad de población era de 28,11 hab./km². De los 2775 habitantes, el municipio de Indian Creek estaba compuesto por el 97.95% blancos, el 0.29% eran afroamericanos, el 0.4% eran amerindios, el 0.22% eran asiáticos, el 0.04% eran isleños del Pacífico, el 0.04% eran de otras razas y el 1.08% pertenecían a dos o más razas. Del total de la población el 0.76% eran hispanos o latinos de cualquier raza.